# Technikerschule
Eine Technikerschule ist eine Fachschule, die anwendungsorientierte Bildungsgänge auf technischer Grundlage anbietet. Es gibt staatliche und private Lehranstalten.

## Die Technikerschule in Deutschland
In Deutschland sind die Voraussetzungen für die Zulassung zum Besuch einer Fachschule (in Bayern auch Fachakademie) für Technik ein Schulabschluss einer allgemeinbildenden Schule mit mindestens Hauptschulabschluss (je nach Bundesland auch mindestens die mittlere Reife), ein Berufsschulabschluss, eine mindestens zweijährige abgeschlossene Berufsausbildung und mindestens inklusive Ausbildung 4 Jahre Berufspraxis.
Für das Technikerstudium sind hauptamtlich oder nebenberuflich Lehrkräfte tätig. Die Bedeutung nebenberuflicher Lehrkräfte prägt das Studium durch sehr praxisgerechte Inhalte.
Die staatliche Abschlussbezeichnung lautet Staatlich geprüfter Techniker
Gelegentlich kann ein Hochschulstudium verkürzt werden. Weitere Kurse wie Schweißaufsicht, CAD Elektrofachkraft Ausbilder und REFA-Scheine können oft in verkürzter Form angeboten werden, da ein Teil der Stunden  bereits durch den normalen Unterricht abgedeckt ist.

### Geschichte
Der Fachschultypus „Technikerschule“ entwickelte sich im 19. Jahrhundert zuerst in Deutschland. Sie ist zunächst unter dem Titel Handwerkerschule geführt worden, die erste Ausrichtung um 1880 beschränkte sich auf das Bauwesen.
Ab 1892 gab es Aus- und Weiterbildung der Beschäftigten aus den metallverarbeitenden Berufen. In Abendkursen ohne Abschlussprüfung konnten Handwerker des Maschinenbaus ihr theoretisches Wissen verbessern und so den steigenden beruflichen Anforderungen gerecht werden. Aus diesen Kursen entwickelte sich im Laufe der Zeit die Abend-Maschinenbauschule mit aufbauendem Klassensystem und abschließender Prüfung. Diese Kurse waren sehr anstrengend; wurde doch während zehn Semestern mit 16 Stunden Unterricht an vier Abenden pro Woche umfangreiches Wissen der Maschinentechnik vermittelt. Interessant ist, dass die Stundentafel dieser Weiterbildung um 1930 in der Fächerbezeichnung der heutigen Technikerausbildung weitgehend gleicht. Wir finden Wirtschaftslehre, Mathematik, Mechanik ebenso wie Maschinenelemente, Kraftmaschinen, Hebemaschinen, Elektrotechnik, Werkzeugmaschinen, Spanlose Formung usw.
Um die Jahrhundertwende drängte der Verein Deutscher Ingenieure (VDI) auf die Einrichtung einer technischen Mittelschule.
In der Zeit nach dem Ersten Weltkrieg gewannen die elektrotechnische und die feinmechanische Industrie immer mehr an Bedeutung. Damit entstand auch in diesem Bereich ein steigender Bedarf an Technikern und Ingenieuren.
Zu den schon bestehenden siebensemestrigen Abendkursen für feinmechanische Technik und für Elektrotechnik wurde erstmals ein Tagessemester angeboten.
1927 erhielt die Oberabteilung (Tagesform) den Status einer Höheren Technischen Lehranstalt (HTL), sie wurde damit den Höheren Maschinenbauschulen gleichgestellt.
Für die sieben- bis acht-semestrigen Abendkurse findet man auch schon die Bezeichnung Technikerausbildung.
Nach dem Zweiten Weltkrieg erfolgte mit dem Wiedererstehen der Ingenieurschulen auch der Wiederaufbau der Abendausbildung. In den fünfziger und sechziger Jahren besuchte eine nennenswerte Zahl von Facharbeitern diese Schulen.
Auf Grund der technischen Entwicklung konnte der Bedarf von Industrie und Wirtschaft an Technikern nicht gedeckt werden. Der Besuch einer Abendschule schreckte die lange und sehr anstrengende Ausbildung neben der Berufstätigkeit manchen weiterbildungswilligen Facharbeiter ab.
Deshalb wurde in den 1960er Jahren versuchsweise ein dreisemestriger Techniker-Tageslehrgang mit den Fachrichtungen Maschinenbau und Betriebstechnik, Nachrichtentechnik und Feinwerktechnik eingerichtet.
Der gewünschte Erfolg dieser Lehrgänge veranlasste  einige Bildungsverwaltungen der Länder die Gründung der im heutigen Sinne bestehenden Staatlichen Technikerschulen mit Studium im Tages- und Abendsemester.
Zu den klassischen Fachrichtungen Maschinenbau, Elektrotechnik und Feinwerktechnik traten Ende der 1960er Jahre die von der Wirtschaft geforderten neuen Fachrichtungen Bäckereitechnik und Fleischereitechnik hinzu.
Anfang der 1970er Jahre wurde durch die zunehmende Bedeutung der elektronischen Datenverarbeitung in der Fachrichtung Elektrotechnik der neue Schwerpunkt Datenverarbeitungstechnik ergänzt.
Seit Mitte der 1970er Jahre wurde die nur dreisemestrige Tages-Ausbildung vom Umfang des Lernstoffes her den gewachsenen Anforderungen der Wirtschaft angepasst, seitdem dauert das Tagesstudium vier Semester, das bis dahin je nach Fachrichtung unterschiedlich lange Abendstudium wurde einheitlich auf acht Semester festgelegt.
Durch die Verlängerung konnten der allgemeine Grundlagen- und der Anwendungsbereich verstärkt werden. Das größer gewordene Stundenvolumen der Anwendungsfächer gestattete es, die Laborübungen auszuweiten, eine wichtige Voraussetzung für die Praxisnähe. Im allgemeinen Bereich kamen Englisch und Wirtschaftslehre hinzu, der Umfang des Deutschunterrichts wurde erweitert. Damit war auch die Voraussetzung gegeben, dem Absolventen neben dem Prädikat „Staatlich geprüfter Techniker“ einen dem Realschulabschluss gleichwertigen Bildungsstand zu bestätigen. Aus der Sicht der Technikerschulen war dies nicht ausreichend, wenn man bedenkt, dass vorher ein unmittelbarer Übergang von der Techniker-Abendschule zur Ingenieurschule unter Anrechnung von Semestern möglich war. Heute ist es üblich, dass gleichzeitig mit Erwerb des Abschlusses die Fachhochschulreife vergeben wird oder durch eine zusätzliche Mathematikprüfung die Vergabe erfolgt, da die höhere Mathematik Bestandteil der Ausbildung ist. Außerdem berechtigt der Abschluss der Fachschule Technik für ein universitäres Studium für beruflich besonders qualifizierte. Diese allgemeine Hochschulzugangsberechtigung ist in den Bundesländern allerdings noch nicht einheitlich geregelt, da die Kulturhoheit den Ländern überlassen ist (Art. 30 Grundgesetz).
Im Herbst 1980 beschloss die Kultusministerkonferenz eine Rahmenvereinbarung über Fachschulen. Damit wurde erstmals bundesweit eine einheitliche Regelung der Fachschulausbildung geschaffen. Es wurden die Bedingungen für die Einrichtung von Fachschulen, ihre Gliederung und die Prüfung festgelegt. Mehrere Anlagen regelten die Zugangsberufe, die Fachrichtungen einschließlich ihrer Schwerpunkte, die Rahmenstundentafeln und die Berufsbezeichnungen.
Wesentliche Bestandteile des Curriculums der Technikerausbildung bilden Rahmen- und Stoffpläne sowie die Stundentafeln – also die Festlegung, welche Fächer in welchem Umfang unterrichtet werden. Ursprünglich schufen die Mitarbeiter der Schule selbst die Stundentafeln. Mit zunehmender Verrechtlichung des Schulwesens wurden sie Bestandteile der Ausbildungsordnung, einer Verwaltungsvorschrift, die die jeweiligen Bildungsminister des einzelnen Bundeslandes erließen. Ein wesentlicher Einfluss der einzelnen Schule konnte gewahrt bleiben.

## Österreich: Technische und gewerbliche Fachschulen, Höhere technische und gewerbliche Schulen
Technische Fachschulen sind ein Bestandteil der berufsbildenden mittleren Schulen. Besuchsberechtigt sind alle, die mindestens einen Pflichtschulabschluss nachweisen können. Die Ausbildungsdauer beträgt in der Regel vier Jahre, wobei die praktischen Fähigkeiten artverwandter Lehrberufe und theoretische Kenntnisse auf mittlerem Bildungsniveau vermittelt werden. Der Abschluss der Fachschulen ersetzt in der Regel einige Berufslehren (artverwandt), machen Berufe gibt es nur als Lehrberuf, manche nur als Fachschulberuf. Im Abschlussjahr wird eine Technikerarbeit verfasst und eine Abschlussprüfung abgelegt. Gewerbebefugnis ist nach zwei Jahren Berufspraxis möglich. Eine Fachschulausbildung in Österreich ist von der Wertigkeit nicht der einer deutschen oder der in der Schweiz und Liechtenstein absolvierten gleichzusetzen, da das Bildungsniveau der Fachschule in Österreich niedriger ist (etwa vergleichbar mit einer Berufsfachschule in Deutschland).
Die Höhere Technische Lehranstalt (HTL) ist eine fünfjährige Schule. Sie endet mit Matura und Berufsabschluss einschließlich Gewerbeberechtigung (Reife- und Diplomprüfung). Das Niveau dieser Schulen ist sehr hoch, sie gelten auch in Österreich als schwer, teilweise ist für den Eintritt eine Eignungsfeststellung notwendig.
In beiden Schularten (Gewerbliche, technische und kunstgewerbliche mittlere Schulen TMS, Höhere technische und gewerbliche Schulen THS) finden sich neben den technischen Berufen im engeren Sinne auch gewerbliche Berufe wie Kunstgewerbe und Bekleidungstechnik. Die mittleren und höheren Schulen werden in den allermeisten Schulen als Abteilungen nebeneinander geführt, in denen auch technische Schulen der Postsekundarstufe und für Berufstätige, wie Kollegs und Meisterschulen, angeboten werden.
Nach Abschluss der Fachschule kann man sich über den dreijährigen Aufbaulehrgang an einer HTL zum Ingenieur weiterqualifizieren. Über die Möglichkeit der Berufsreifeprüfung kann man auch die Hochschulberechtigung erwerben und an Fachhochschulen oder Universitäten studieren. Die HTL vergibt mit der Matura die Hochschulreife.

## Die Technikerschule in der Schweiz
Die erste Technikerschule der Schweiz wurde 1968 in der Westschweiz gegründet. Schulen in der deutschsprachigen Schweiz folgten ca. 1971. Bei der Schaffung des Berufsbildes orientierte man sich am eigenen Bedarf, aber auch dem deutschen Berufsbild.
Die Schweizer Technikerschulen gelten seit dem 1. April 2005 als höhere Fachschulen. Die frühere Bezeichnung des Abschlusses „Techniker TS“ bzw. „Dipl. Techniker TS“ änderte sich damit auf „Dipl. Techniker/in HF“.
Aufnahmebedingung sind in der Regel ein Lehrabschluss und (je nach Schule) zusätzlich Berufspraxis. Ausnahmsweise werden auch Leute mit mehrjähriger Berufspraxis zugelassen. Die Bedingungen wurden mit dem Rahmenlehrplan für Technik 2005 deutlich geschärft, wovon vor allem berufliche Quereinsteiger (nicht technische Vorbildung) und Umsteiger (im Sinne des Rahmenlehrplans nicht einschlägiger Beruf) betroffen sind.
Bei einem berufsbegleitenden Studium kann als Bedingung eine Tätigkeit in Richtung des Studiengebietes von z. B. 50 % oder 32 Wochenstunden vorgeschrieben sein. Auch dies ist von der Schule abhängig.
Das Studium ist meist berufsbegleitend mit 5, 6 oder 7 Semestern, es gibt aber auch Vollzeitstudiengänge mit 4 Semestern.
Der Abschluss berechtigt an einigen Fachhochschulen zum Studium.
Nach Abschluss der Technikerschule kann unter gewissen Voraussetzungen der privatrechtliche Berufsverbandstitel „Professional Bachelor ODEC“ und/oder „Ing. EurEta“ beantragt werden.